# Sonate für Klavier und Violine in F-Dur KV 377
Die Sonate für Klavier und Violine in F-Dur KV 377 ist ein kammermusikalisches Werk von Wolfgang Amadeus Mozart. Sie wurde von Mozart im Sommer 1781 in Wien komponiert.
Mozart widmete diese Violinsonate seiner Schülerin Josepha Auernhammer, ebenso wie die Sonaten KV 296, KV 376, KV 378, KV 379 und KV 380, die zusammen 1781 als Opus 2 von Artaria veröffentlicht wurden. Dies war Mozarts erste Veröffentlichung in Wien.
Die Aufführungsdauer der Sonate beträgt ca. 20 Minuten.

## Satzbezeichnungen
1. Allegro
2. Andante con variazioni
3. Tempo di menuetto

## Musik
Der schnelle erste Satz (F-dur) in Sonatenform ist geprägt von zahlreichen Achteltriolen in beiden Instrumenten und macht dadurch einen rastlosen Eindruck.
Der zweite Satz beginnt mit einem Andante-Thema in d-moll, dem sechs Variationen über das Thema folgen. Da auch (mit Ausnahme der fünften) alle Variationen in Moll stehen, ist die Stimmung dieses Satzes deutlich gedämpfter als in den beiden anderen. Die letzte Variation ist ein Siciliano.
Der dritte Satz (F-dur) in dreiteiliger Rondoform beschließt die Sonate. Dabei „zögert eine Coda den Schluss immer wieder hinaus, als solle das schöne Bild festgehalten werden“.